# Classificació de la combinada a la Volta a Espanya
La Classificació de la combinada a la Volta a Espanya fou una de les classificacions secundàries de la Volta a Espanya. Era una classificació que recompensava el ciclista amb millor rànquing amb la suma de la Classificació general, de la Classificació per punts i del Gran Premi de la muntanya. El líder era el que tenia menys punts en la suma de la posició de les tres classificacions.

## Història
Creada el 1970, no va ser fins al 2006 que es va introduir el mallot blanc pel seu líder. El 2018 fou la darrera edició en què es va entregar.

## Palmarès
| Any       | Ciclista              | Equip                    | Punts | Altres mallots   |
| --------- | --------------------- | ------------------------ | ----- | ---------------- |
| 1970      | Guido Reybrouck       | Germanvox                |       | Punts            |
| 1971      | Cyrille Guimard       | Fagor-Mercier-Hutchinson |       | Punts            |
| 1972      | José Manuel Fuente    | Kas-Kaskol               |       | General Muntanya |
| 1973      | Eddy Merckx           | Molteni                  |       | General Punts    |
| 1974      | José Luis Abilleira   | La Casera                |       | Muntanya         |
| 1975-1985 | no atribuït           |                          |       |                  |
| 1986      | Seán Kelly            | Kas                      |       | Punts            |
| 1987      | Laurent Fignon        | Système U                |       | -                |
| 1988      | Seán Kelly            | Kas-Canal 10             |       | General Punts    |
| 1989      | Óscar de Jesús Vargas | Postobón                 |       | Muntanya         |
| 1990      | Federico Echave       | CLAS-Cajastur            |       | -                |
| 1991      | Federico Echave       | CLAS-Cajastur            |       | -                |
| 1992      | Tony Rominger         | CLAS-Cajastur            |       | General          |
| 1993      | Jesús Montoya         | Amaya Seguros            |       | -                |
| 1994-2001 | no atribuït           |                          |       |                  |
| 2002      | Roberto Heras         | US Postal Service        | 9     | -                |
| 2003      | Alejandro Valverde    | Kelme-Costa Blanca       | 9     | -                |
| 2004      | Roberto Heras         | Liberty Seguros-Würth    | 6     | General          |
| 2005      | Roberto Heras         | Liberty Seguros-Würth    | 6     | General          |
| 2006      | Alexander Vinokourov  | Astana-Würth             | 8     | General          |
| 2007      | Denis Menchov         | Rabobank                 | 4     | General Muntanya |
| 2008      | Alberto Contador      | Astana                   | 6     | General          |
| 2009      | Alejandro Valverde    | Caisse d'Épargne         | 7     | General          |
| 2010      | Vincenzo Nibali       | Liquigas-Doimo           | 9     | General          |
| 2011      | Juan José Cobo        | Geox-TMC                 | 9     | General          |
| 2012      | Alejandro Valverde    | Movistar                 | 8     | Punts            |
| 2013      | Christopher Horner    | RadioShack-Leopard       | 5     | General          |
| 2014      | Alberto Contador      | Tinkoff-Saxo             | 6     | General          |
| 2015      | Joaquim Rodríguez     | Team Katusha             | 16    | -                |
| 2016      | Nairo Quintana        | Movistar Team            | 8     | General          |
| 2017      | Chris Froome          | Team Sky                 | 5     | General Punts    |
| 2018      | Simon Yates           | Mitchelton-Scott         | 11    | General          |